# Montes Tauro

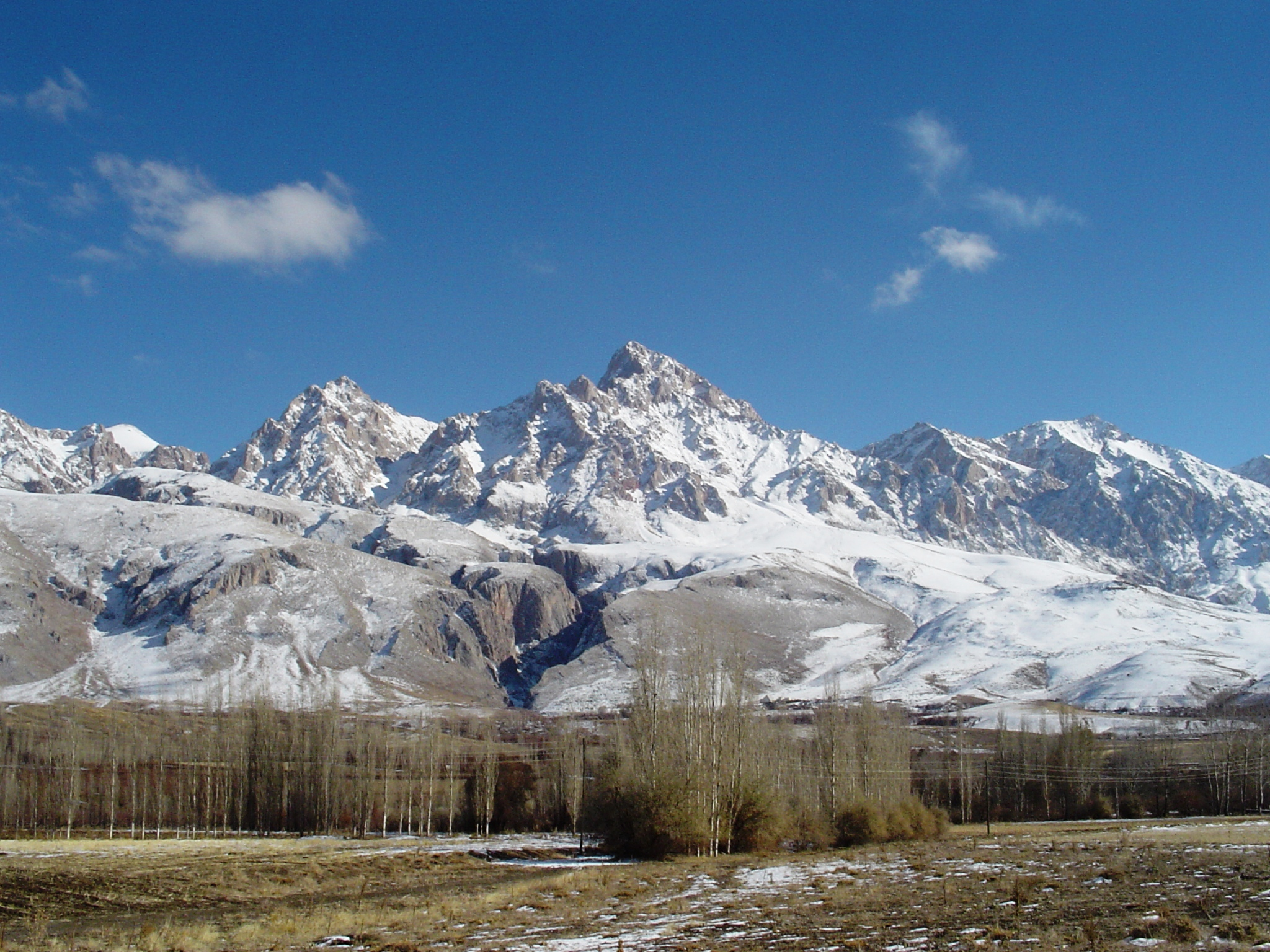
Cume de Demirkazık na província de Niğde

Os Montes Tauro (árabe,جبال طوروس, turco: Toros Dağları) são uma cadeia montanhosa no sul da Turquia, donde os rios Eufrates e Tigre correm em direcção à Síria e ao Iraque.
Este sistema montanhoso estende-se desde o lago Eğirdir a oeste até às zonas mais altas do Eufrates e do Tigre a leste. Possui inúmeros picos acima dos 3 000 metros, sendo o ponto mais alto o cume Demirkazık na região conhecida como Aladağlar, com 3 756 metros de altitude. Outro pico notável é o Medetsiz (3 524 m) na secção de Bolkar Dağları. 
Divide a região mediterrânica da Turquia meridional do planalto central da Anatólia.
O passo conhecido na antiguidade como Portas da Cilícia atravessa a cadeia montanhosa a norte de Tarso, local de nascimento do apóstolo Paulo. 
O calcário sofreu erosão produzindo-se paisagens cársticas com quedas de água, rios subterrâneos e as maiores cavernas da Ásia.
Em Kestel existe um sítio arqueológico da Idade do Bronze com evidências antigas de mineração de estanho.